# غريغ ميلر (محرر فيديو)
غريغ ميلر (بالإنجليزية: Greg Miller)‏ هو محرر فيديو ‏ ومقدم تلفزيوني ويوتيوبي أمريكي، ولد في 27 أبريل 1983 في غلن إلين في الولايات المتحدة.

## وصلات خارجية
- غريغ ميلر على موقع IMDb (الإنجليزية)
- غريغ ميلر على موقع قاعدة بيانات الفيلم (الإنجليزية)